# DB Werk Eberswalde

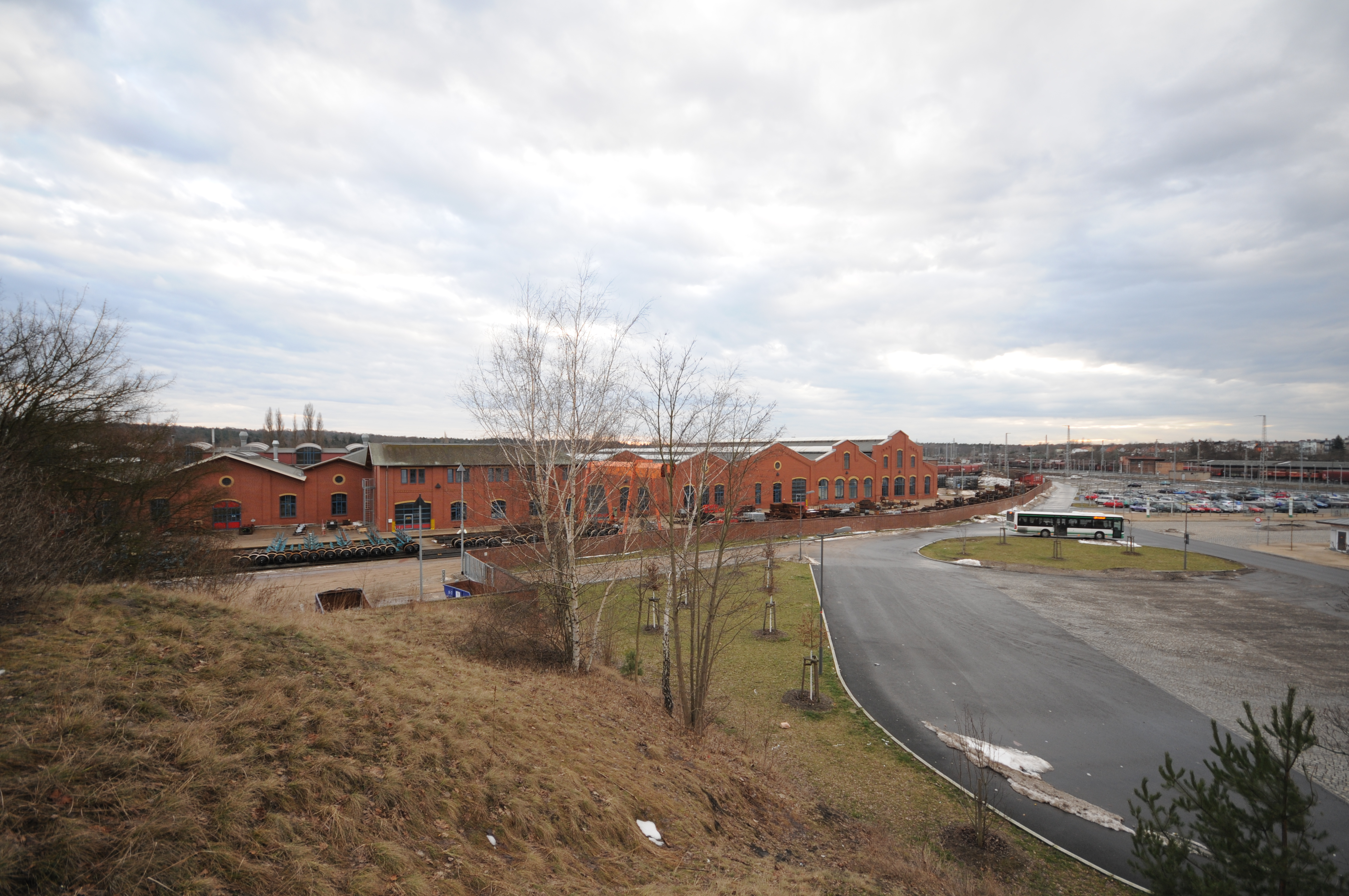
Betriebsgelände und Bahnhofsvorplatz

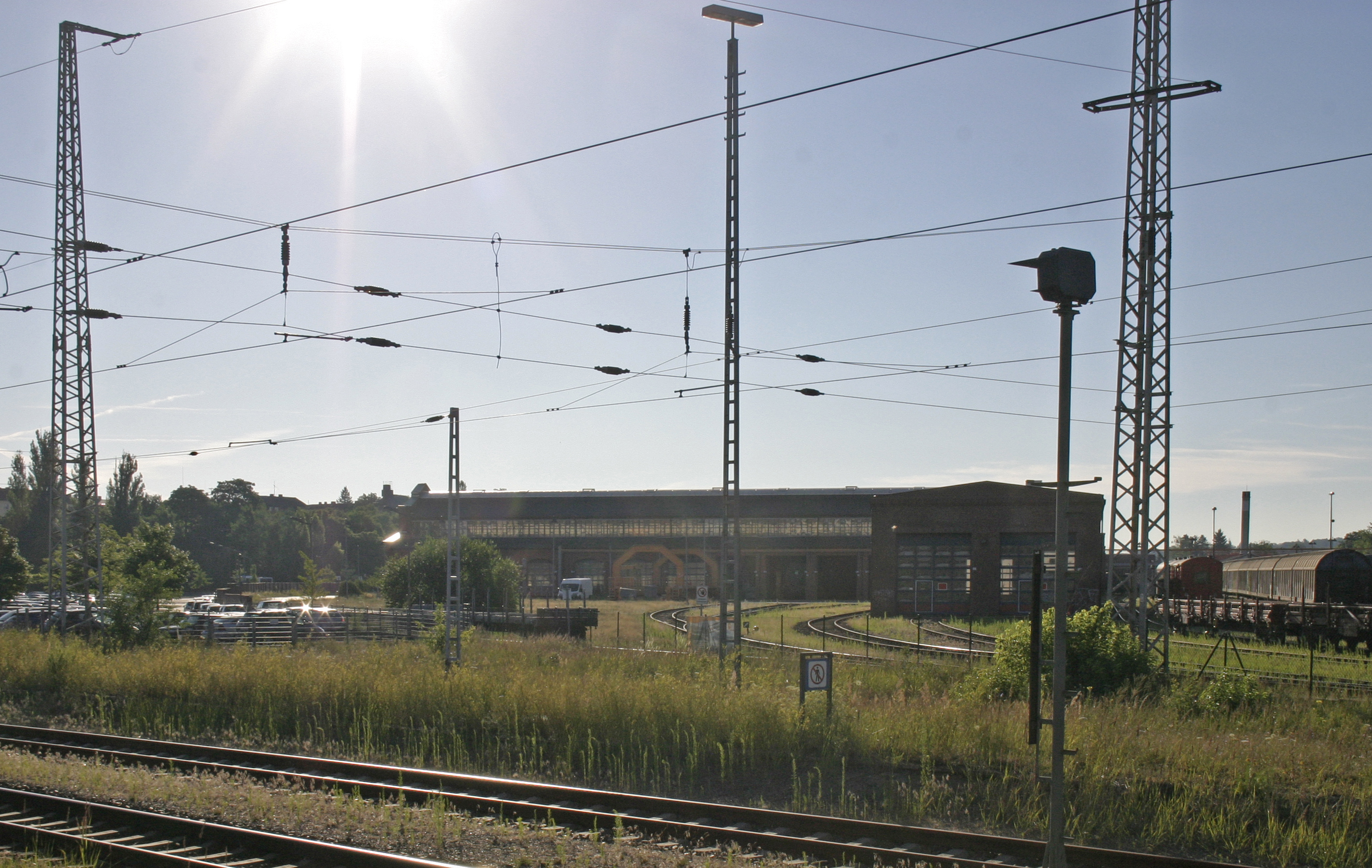
Hallen des Ausbesserungswerk vom Hauptbahnhof aus gesehen (2018)

Das DB Werk Eberswalde (1924–1993 Reichsbahnausbesserungswerk) war ein Ausbesserungswerk in Eberswalde in Brandenburg. Es gehörte zum Deutsche-Bahn-Tochterunternehmen DB Fahrzeuginstandhaltung GmbH. Hauptgeschäftsfeld des Werkes war der Bereich der schweren Fahrzeuginstandhaltung von Güterwagen.

## Überblick
Das Werk Eberswalde besaß den Status einer Betriebsstätte in der DB Fahrzeuginstandhaltung GmbH, einem Tochterunternehmen der Deutschen Bahn AG. Geschäftsführer ist Wolfgang Stepanek. 2010 gehörten der Belegschaft 409 Mitarbeiter (davon 85 Auszubildende) an, die einen Umsatz von 80 Millionen Euro erwirtschafteten. Im Jahr 2013 beschäftigte das Unternehmen rund 500 Mitarbeiter.
Die Betriebsstätte war einer der größten Arbeitgeber der Region. Hier wurden Güterwagen und Unfallfahrzeuge repariert, sowie Umbau-, Modernisierungs- und Sonderarbeiten (beispielsweise Umbau von Flachwagen, offenen Güterwagen der Regel- und Sonderbauarten, Wagen mit Haubenplane und Schiebewandwagen beziehungsweise andere geschlossene Güterwagen) durchgeführt.
Insgesamt wurden mehr als 80 Güterwagenbauarten, n-Wagen und Doppelstockwagen instand gesetzt. Die jährliche Instandsetzungsleistung lag bei 7500 bis 8000 Fahrzeugen, die durchschnittliche Werksaufenthaltszeit bei sieben Tagen. Zu den Auftraggebern zählten neben dem Hauptkunden DB Cargo Deutschland etwa zwanzig weitere Güterwagenhalter und DB Regio.
Ende 2016 gab die DB das Werk auf. Seit 2018 gehört das Werk der Deutsche Eisenbahn Service AG (DESAG).

## Geschichte

### Berlin-Stettiner Eisenbahn
Die rasante wirtschaftliche Entwicklung des Gebietes, verbunden mit der weiteren Ausprägung der Industrialisierung im Finowtal, in der zweiten Hälfte des 19. Jahrhunderts verlangte nach neuen Lösungen zur Verkehrsanbindung. Mit dem Bau der Eisenbahnlinie Berlin–Stettin, die am 30. Juli 1842 bis Neustadt Eberswalde vollendet war, wurde der Grundstein für die spätere Entwicklung Eberswaldes zum Eisenbahnknotenpunkt gelegt. Am 15. August 1843 erfolgte die Eröffnung der Strecke nach Stettin, 1866 nach Bad Freienwalde und Frankfurt (Oder) sowie 1898 nach Templin.
1865 erwarb die Direktion der Berlin-Stettiner Eisenbahn ein freies Gelände nahe dem Bahnhof Eberswalde am Südabhang des Husarenberges. Anfang 1876 entstand der Plan zum Bau einer Reparaturwerkstatt. Schon wenige Monate später begannen die Bauarbeiten. Am 7. Januar 1878 erfolgte die Eröffnung als „Reparaturwerkstatt der Berlin-Stettiner Eisenbahn“. Von den 150 Beschäftigten kamen 123 aus Stargard in Pommern und 27 aus Eberswalde. Im Werk wurden überwiegend Lokomotiven der Berliner Stadtbahn sowie Lokomotiven und Wagen, die die vorbeiführende Strecke befuhren, repariert.

### Preußische Staatseisenbahnen

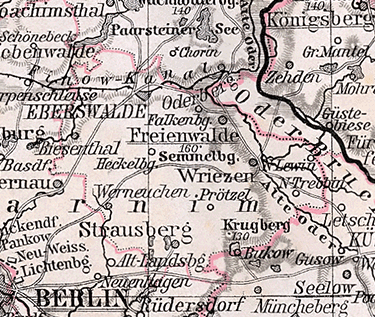
Eberswalde und Umgebung 1905

Am 1. Februar 1880 erfolgte die Übernahme durch die Preußischen Staatseisenbahnen und die Reparaturwerkstatt erhielt den Namen „Königliche Eisenbahn-Nebenwerkstatt“. Die Zunahme des Eisenbahnverkehrs Ende des 19. Jahrhunderts hatte auch eine Vergrößerung der Gesamtfläche des Werkes zur Folge. 1886 erhielt die Eisenbahn-Nebenwerkstatt den Rang einer „Königlichen Hauptwerkstatt“. Die Belegschaft war auf 350 bis 400 Personen angewachsen.
Am 1. April 1895 wurde mit der Neuordnung der preußischen Eisenbahnverwaltung das Werk der Eisenbahndirektion Stettin unterstellt. Im Juli 1902 erhielt der Bahnhof Eberswalde elektrische Beleuchtung. Den dazu erforderlichen Strom bezog er von der Hauptwerkstatt, wo ein Elektrischer Generator mit einer Dampfmaschine gekuppelt und eine Akkumulatorenbatterie aufgestellt wurde. Die Einführung des elektrischen Stromes in der Werkstatt erfolgte erst später.
Der Personalstand wuchs bis 1903 auf 600 Arbeiter, Angestellte und Beamte. 1910 erfolgte der Anschluss der Werkstatt an die städtische Wasserleitung und Kanalisation. Im Ersten Weltkrieg wurden die meisten Bauvorhaben vorübergehend eingestellt. 1919 beschäftigte das Werk etwa 2000 Menschen. Die Einführung der Gedingearbeit scheiterte zunächst und führte zur vorübergehenden Schließung der Hauptwerkstatt. Mit den 1700 Beschäftigten, die die Gedingearbeit anerkannten, wurde die Arbeit wieder aufgenommen.

### Deutsche Reichsbahn
Am 31. März 1920 schlossen das Deutsche Reich und die deutschen Länder mit eigenen Eisenbahnen einen Staatsvertrag über deren Übergang auf das Deutsche Reich mit Wirkung vom 1. April 1920. Die Gründung der Deutschen Reichsbahn war vollzogen. Vom 6. Juli 1922 an hießen die Eisenbahndirektionen und Generaldirektionen der Staatseisenbahnen einheitlich Reichsbahndirektion. Am 1. August 1923 erfolgte die Umbenennung des Werkes in „Eisenbahn-Ausbesserungswerk Eberswalde“. Die Hyperinflation 1923 sorgte für einen Zusammenbruch der deutschen Wirtschaft und führte zu Massenentlassungen. Der Personalstand im Werk Eberswalde sank bis Anfang 1924 auf 1500. Nach Umwandlung der Deutschen Reichsbahn in die privatwirtschaftlich organisierte Deutsche Reichsbahn-Gesellschaft (DRG) am 24. August 1924 (Reichsbahngesetz) erhielt das Werk am 1. Oktober 1924 den Namen „Reichsbahnausbesserungswerk Eberswalde“ (RAW).
Aufgrund der Zentralisierung der Fahrzeuginstandhaltung kam es im August 1926 zur Schließung der Lokomotivwerkstatt. Gleichzeitig wurde die Reparatur auf Reisezug- und Güterwagen umgestellt. Die Belegschaft verringerte sich auf 1000 Personen. Ende der 1920er und Anfang der 1930er Jahre wurde das Werk durch Um- und Neubauten weiter ausgebaut. Mit dem Gesetz zur Neuregelung der Verhältnisse der Reichsbank und der Deutschen Reichsbahn vom 10. Februar 1937 wurde die Eisenbahn und damit auch das Werk Eberswalde wieder unter die Reichshoheit gestellt, die DRG in Deutsche Reichsbahn zurückbenannt.
Der Zweite Weltkrieg brachte die vollständige Unterstellung des Werkes in den Dienst des Krieges. Für die Reparatur der Wagen wurden Frauen dienstverpflichtet und Kriegsgefangene mussten Zwangsarbeit leisten. Am 19. April 1945 begannen am Stadtrand von Eberswalde Kämpfe zwischen deutschen und sowjetischen Truppen. Einen Tag später erfolgte die Einstellung der Arbeit im Werk. Die meisten Mitarbeiter und ihre Familienangehörigen wurden mit Zügen evakuiert. Einige Waggons waren mit Material beladen. Auf dem Warnemünder Bahnhof in Rostock erklärte der damalige Werkdirektor das RAW für aufgelöst. In der Nacht vom 25. auf den 26. April 1945 zerstörte die deutsche Luftwaffe große Teile der Innenstadt Eberswaldes, darunter auch 65 Prozent der Werkhallen und 90 Prozent der Ausrüstungen des RAW.

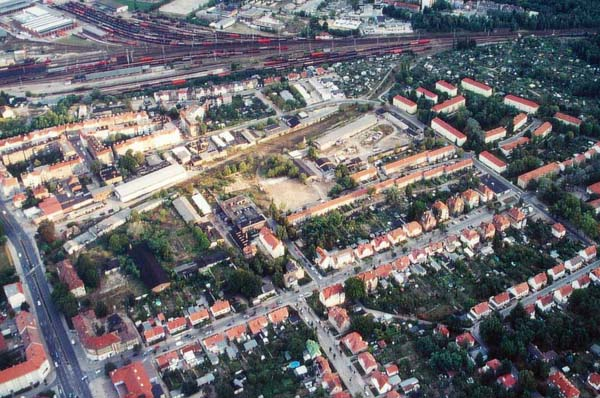
Stadtteil „Westend“ mit Gelände der DB Fahrzeuginstandhaltung GmbH (oben)

Schon kurz nach Beendigung des Krieges begannen 25 Beschäftigte des Werkes mit Aufräumungsarbeiten sowie der Sicherung von Material und Werkzeugen. Durch Befehl des sowjetischen Marschalls Schukow erfolgte am 18. August 1945 die Bildung einer zentralen Verwaltung der Deutschen Reichsbahn in Berlin und die Errichtung von acht Direktionen. Das RAW Eberswalde mit noch 140 Beschäftigten wurde der Reichsbahndirektion Greifswald, und in den 60 Jahren der neu gegründeten Direktion Ausbesserungswerke der DR (RBDAW, Reichsbahndirektion Ausbesserungswerke) mit Sitz in Berlin zugeordnet. Am 10. September 1945 begann man wieder mit der Reparatur der ersten Güter- und Personenwagen sowie Lokomotiven.
Mit Beginn der Planwirtschaft erwuchsen der Deutschen Reichsbahn große Transportaufgaben. Die Anzahl der Beschäftigten stieg bis 1950 auf 1084. Im Jahre 1951 erfolgte mit der zweiten Spezialisierung die Umstellung auf die alleinige Reparatur von Güterwagen. Mit dem Wiederaufbau des Werkes und der Beseitigung der Trümmer wuchs der Personalbestand bis 1954 auf 1980. Im Jahre 1955 erhielt das Werk den Namen RAW „8. Mai“ Eberswalde. Mit der Einführung des Containertransportsystems bei der Deutschen Reichsbahn 1968 erfolgte im Werk der Umbau von Flachwagen zu Containertragwagen. In den 1980er Jahren wurden neben der laufenden Bedarfsinstandhaltung Drehgestellwagen offen gebaut.
Kurz vor der Wiedervereinigung der beiden deutschen Staaten kam es am 1. Oktober 1990 zur Neustrukturierung der Reichsbahndirektionsbezirke. Das RAW Eberswalde mit etwa 1500 Beschäftigten wurde dabei der Reichsbahndirektion Schwerin zugeordnet. Ab 1992 begannen umfangreiche Modernisierungsarbeiten an Anlagen und Gebäuden.

### Deutsche Bahn AG
Am 1. Januar 1994 trat die Bahnreform in Kraft. Aus den Behörden Deutsche Reichsbahn und Deutsche Bundesbahn entstand die ausschließlich unternehmerisch zu führende Deutsche Bahn AG, die sich vollständig in Bundeseigentum befand. Das Werk Eberswalde wurde Teil der Deutsche-Bahn-Tochtergesellschaft DB Cargo, die am 1. September 2003 in Railion Deutschland, am 16. Februar 2009 in DB Schenker Rail Deutschland und am 1. März 2016 in DB Cargo Deutschland umbenannt wurde.
Seit 1. Januar 2004 wird die schwere Fahrzeuginstandhaltung der Deutschen Bahn AG als „DB Fahrzeuginstandhaltung GmbH“ im Unternehmensbereich Dienstleistungen geführt. Zur GmbH gehören 13 Werke und Werkstätten, darunter auch das Werk Eberswalde.
Die Finanzkrise ab 2007 führte zu einer geringeren Nachfrage im Gütertransport. Es bestand kaum noch Bedarf an einer Wartung von Güterwagen. Die Zahl der Leiharbeiter im DB Werk Eberswalde sank von 70 im August 2008 auf 0 im Oktober 2008. Im März 2010 waren von 420 Beschäftigten 254 in Kurzarbeit. Von den beiden Werkhallen musste eine vorübergehend geschlossen werden. In den folgenden Monaten verbesserte sich die Auftragslage aufgrund von Ersatzleistungen wie der Wartung von Reisezugwagen wieder. Im August 2010 waren von 409 Beschäftigten (davon 85 Auszubildende) fünf in Kurzarbeit. Die Anzahl der Leiharbeiter stieg auf 58.
Im Oktober 2014 verkündete die Deutsche Bahn wegen der Krise im Güterverkehr und des damit verbundenen Rückgangs an notwendigen Instandhaltungsleistungen an Güterwagen, das Werk bis Ende 2016 schließen zu wollen.

### EBW Eisenbahnwerk Eberswalde
Nach der Schließung des Werkes durch die Deutsche Bahn AG Ende 2016 übernahm zum 1. Januar 2017 die Quantum Capital Partners AG den Betrieb und führte ihn unter der Bezeichnung Eisenbahnwerk Eberswalde (EBW) in deutlich verringertem Umfang weiter. Nur 210 Mitarbeiter sollten übernommen werden. Im März musste EBW Insolvenz anmelden.

### Schienenfahrzeugbau Wittenberge
Zum 1. Januar 2018 wurde das Werk von der Deutschen Eisenbahn Service AG gekauft und mit 74 Mitarbeitern weitergeführt. Da deren Standort Wittenberge an der Kapazitätsgrenze angelangt ist, soll das Werk in Eberswalde wieder etwas wachsen. Bis Mai 2018 konnte die Zahl der Mitarbeiter auf 90 erhöht werden. Bis Dezember 2018 stieg die Zahl der Mitarbeiter auf 133.